# Myotis nattereri
Myotis nattereri là một loài động vật có vú trong họ Dơi muỗi, bộ Dơi. Loài này được Kuhl mô tả năm 1817.
Loài dơi này có bộ lông có xu hướng trắng xám ở mặt dưới. Chúng được tìm thấy trên hầu hết các lục địa châu Âu, các khu vực của vùng Cận Đông và Bắc Phi. Chúng ăn côn trùng và động vật không xương sống khác mà chúng bắt được trên cánh hoặc rượt đuổi trên mặt đất. Trong mùa hè chúng ở trong cây rụng lá và cây lá kim cây, các tòa nhà hoặc hộp dơi gần nơi kiếm ăn. Vào mùa đông, chúng ngủ đông trong các hang động, đường hầm, hầm mỏ, hầm rượu, thường trốn trong kẽ nứt. Loài dơi này đã được mô tả lần đầu tiên vào năm 1817 bởi Heinrich Kuhl, người đã đặt tên để vinh danh nhà tự nhiên học người Áo Johann Natterer.

## Hình ảnh

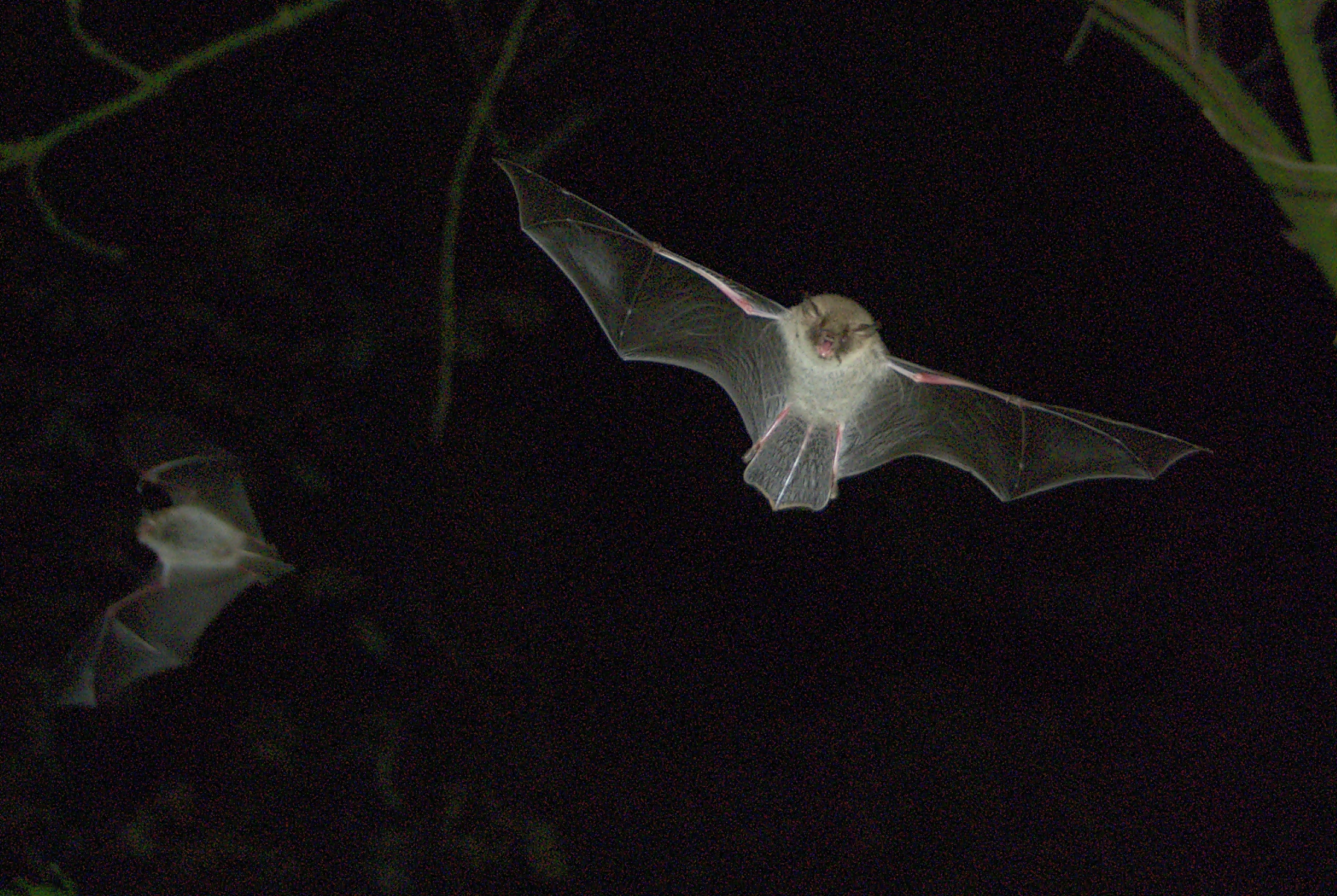
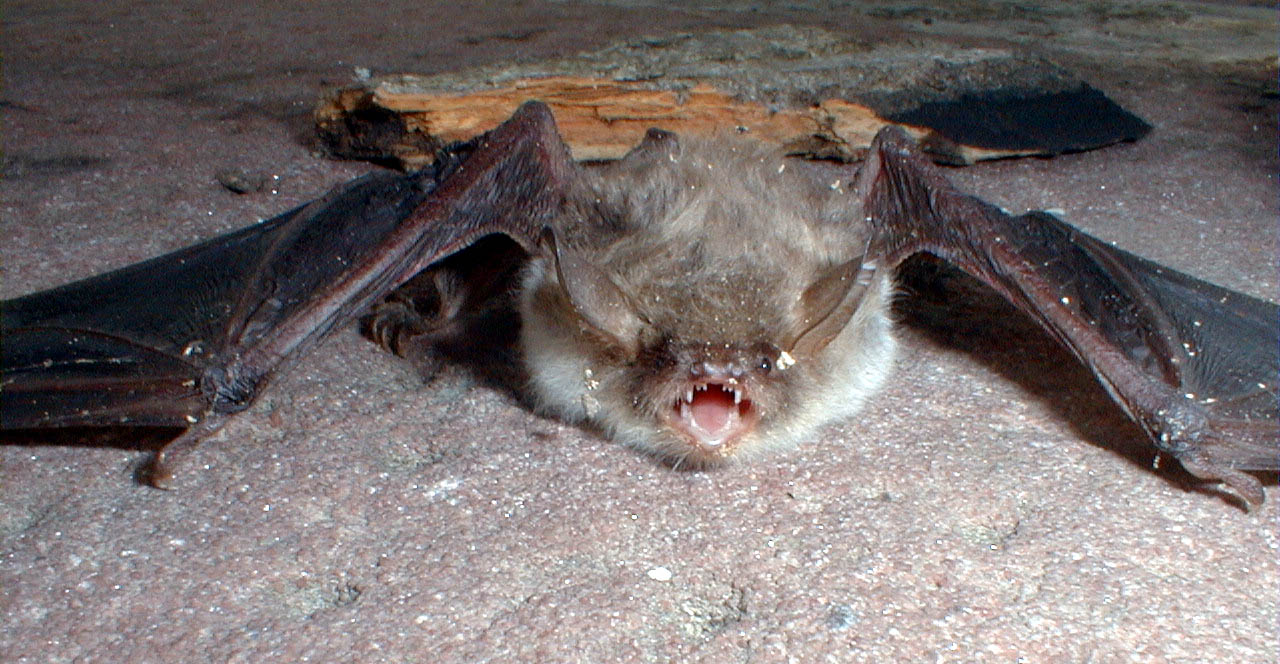
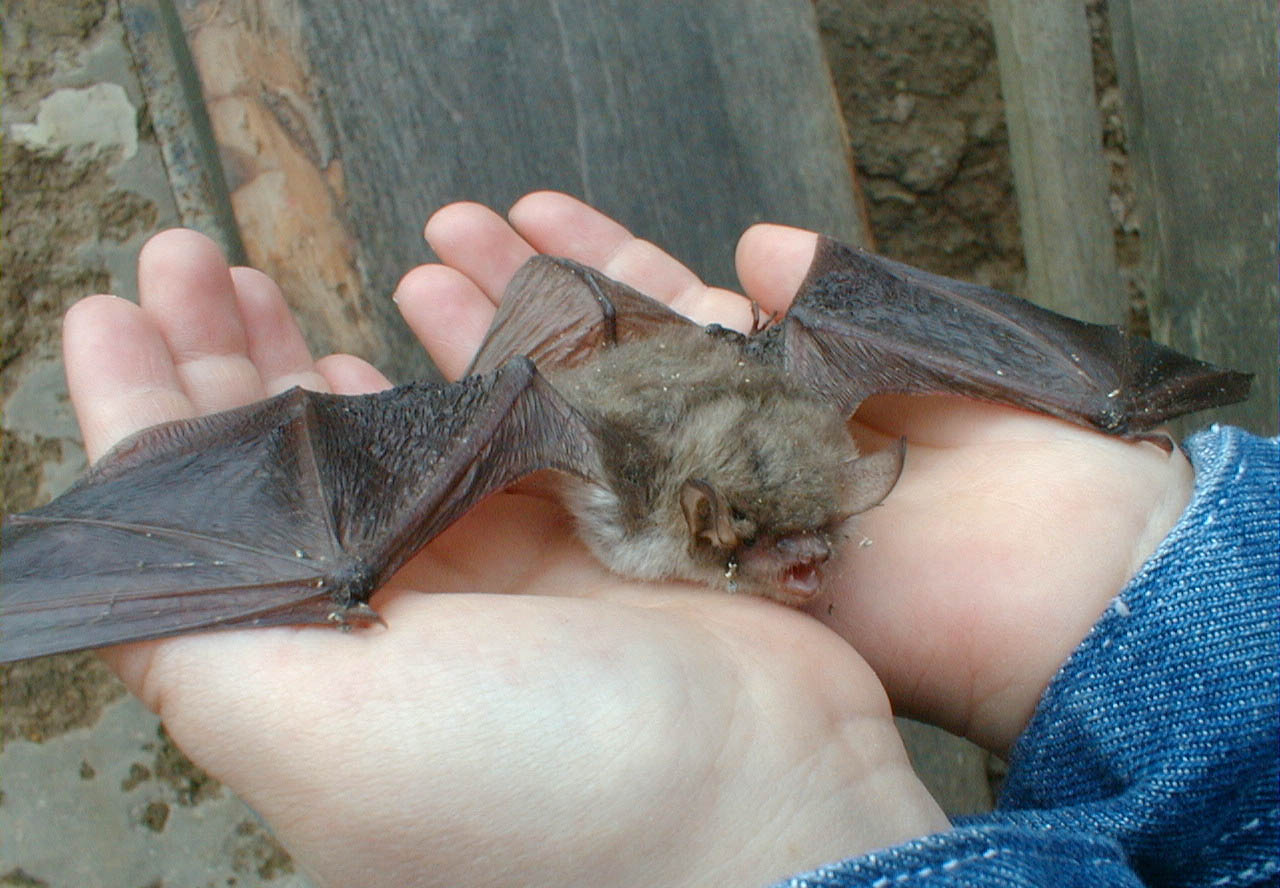
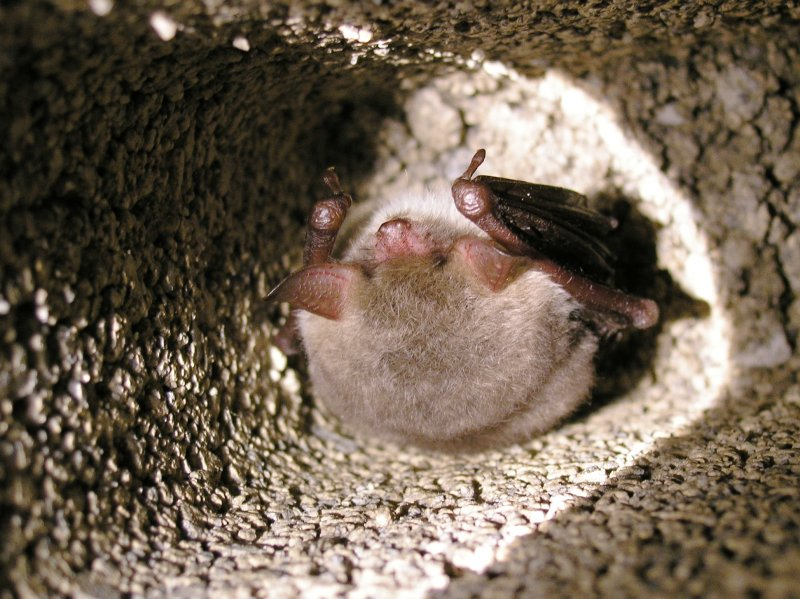